# Lijst van diskjockeys op Caz!
Dit is een lijst met de namen van de diskjockeys die presenteerden op het voormalige Nederlandse commerciële radiostation Caz!. In 2007 werd Caz! overgenomen door Arrow en ging verder onder de naam Arrow Caz.
- Rinse Blanksma
- Stefan de Groot
- Jurjen Gofers
- Ferry van der Heijden
- Joey Hereman
- Marisa Heutink
- Marc de Hond
- Koen van Huijgevoort
- Peter van den Hurk
- Cas Jansen
- DJ Jean
- Jeroen Kijk in de Vegte
- Timur Perlin
- Martin Pieters
- Joshua Walters
- Albert-Jan Sluis
- Ramon Verkoeijen
- Maurice Verschuuren
- Martijn Zuurveen